# وسووا (استان اشوی‌داشکسیه)
وسووا (به لهستانی: Wesoła) یک منطقهٔ مسکونی در لهستان است که در گمینا پیکوشوو واقع شده‌است. وسووا ۱۶۰ نفر جمعیت دارد.